# Gmina Kikół
Die Gmina Kikół ist eine Stadt-und-Land-Gemeinde (gmina miejsko-wiejska) im Powiat Lipnowski der Woiwodschaft Kujawien-Pommern in Polen. Ihr Sitz ist die gleichnamige Stadt (deutsch Kickelsee) mit etwa 1500 Einwohnern. Der Ort erhielt zum 1. Januar 2024 seine zum 13. Januar 1870 entzogenen Stadtrechte wieder, wodurch die Gemeinde von einer gmina wiejska (Landgemeinde) zu einer gmina wiejsko-miejska wurde.

## Gliederung
Zur Stadt-Land-Gemeinde Kikół gehören 16 Dörfer (deutsche Namen bis 1945) mit einem Schulzenamt:
| - Ciełuchowo (1939–1942 Cieluchowo, 1942–1945 Seeligau) - Dąbrówka - Grodzeń (1939–1942 Grodzen, 1942–1945 Grotzen) - Hornówek - Janowo (1939–1942 Janowo, 1942–1945 Jahnsflur) - Jarczechowo (1939–1942 Jarczechowo, 1942–1945 Jarshof) - Kikół (1939–1942 Kikol, 1942–1945 Kickelsee) - Kikół-Wieś - Kołat-Rybniki | - Konotopie (1939–1942 Konotopie, 1942–1945 Roßtränke) - Lubin (1939–1942 Lubin, 1942–1945 Laubengarten) - Moszczonne - Sumin (1939–1942 Sumin, 1942–1945 Saumfeld) - Trutowo - Walentowo - Wola - Wolęcin - Wymyślin - Zajeziorze |

Weitere Ortschaften der Gemeinde sind Niedźwiedź und Wawrzonkowo.